# Cuchu Ingenio
Cuchu Ingenio (auch: Khuchu Ingenio oder Cucho Ingenio) ist eine Ortschaft im Departamento Potosí im Hochland des südamerikanischen Anden-Staates Bolivien.

## Lage im Nahraum
Cuchu Ingenio ist zentraler Ort des Kanton Cuchu Ingenio und liegt im Municipio Caiza „D“ in der Provinz José María Linares. Die Ortschaft liegt auf einer Höhe von 3679 m am linken Ufer des nach Süden fließenden Río Jolun Mayu und im Quellgebiet des Río La Lava.

## Geographie
Cuchu Ingenio liegt am südlichen Ende der Anden-Gebirgskette der Cordillera Central. Das Klima der Region ist ein typisches Tageszeitenklima, bei dem die mittlere Temperaturschwankung im Tagesverlauf deutlicher ausfällt als im Ablauf der Jahreszeiten.
Die Jahresdurchschnittstemperatur der Region liegt bei 11 bis 12 °C (siehe Klimadiagramm Potosí) und schwankt nur unwesentlich zwischen 8 °C im Juni und Juli und 13 °C von November bis März. Der Jahresniederschlag beträgt etwa 350 mm, bei einer ausgeprägten Trockenzeit von April bis Oktober mit Monatsniederschlägen unter 15 mm, und einer Feuchtezeit von Dezember bis Februar mit durchschnittlich 65 bis 75 mm Monatsniederschlag.

## Verkehrsnetz
Cuchu Ingenio liegt in einer Entfernung von 36 Straßenkilometern südlich von Potosí, der Hauptstadt des Departamentos.
Von Potosí aus führt die insgesamt 1215 Kilometer lange asphaltierte Nationalstraße Ruta 1 in südlicher Richtung nach Cuchu Ingenio und dann weiter über Tres Cruces nach Tarija und Bermejo an der argentinischen Grenze. Bei Belén zweigt eine Landstraße nach Nordosten ab, die nach elf Kilometern die Provinzhauptstadt Puna erreicht. In Cuchu Ingenio zweigt nach Süden die Ruta 14 ab, die über Vitichi, Tumusla und Tupiza zur Grenzstadt Villazón führt.

## Bevölkerung
Die Einwohnerzahl der Ortschaft ist in den vergangenen beiden Jahrzehnten um knapp ein Drittel angestiegen:
| Jahr | Einwohner | Quelle       |
| ---- | --------- | ------------ |
| 1992 | 321       | Volkszählung |
| 2001 | 406       | Volkszählung |
| 2012 | 410       | Volkszählung |
| 2024 |           | Volkszählung |

Die Region weist einen hohen Anteil an Quechua-Bevölkerung auf, im Municipio Caiza „D“ sprechen 97,0 Prozent der Bevölkerung Quechua.